# Les Belles-sœurs
Ne doit pas être confondu avec Les Belles-sœurs (téléfilm).
 (octobre 2021).
Si vous disposez d'ouvrages ou d'articles de référence ou si vous connaissez des sites web de qualité traitant du thème abordé ici, merci de compléter l'article en donnant les références utiles à sa vérifiabilité et en les liant à la section « Notes et références ».
Les Belles-sœurs est une pièce de théâtre, une comédie dramatique québécoise en deux actes du dramaturge Michel Tremblay, écrite en 1965 et présentée pour la première fois en lecture publique le 4 mars 1968 au Centre du Théâtre d'Aujourd'hui par le Centre des auteurs dramatiques. La pièce est produite pour la première fois le 28 août 1968 au Théâtre du Rideau vert à Montréal, dans une mise en scène d'André Brassard,,. 
La pièce met en scène Germaine Lauzon, femme au foyer à Montréal, qui gagne un million de timbres GoldStar lui permettant de se procurer divers objets présentés dans le catalogue de la compagnie. Afin de coller rapidement les timbres dans les cahiers (et de partager sa joie), Germaine organise un « party de collage de timbres » en compagnie de parents et amies . Cependant, l'atmosphère dégénère rapidement : Germaine suscite la jalousie des autres femmes qui ne se gênent pas pour lui voler des timbres, des amitiés sont bouleversées et Pierrette Guérin, sœur de Germaine qui mène une vie de « damnée » dans les clubs, refait surface au grand déplaisir de certaines. Germaine finit par découvrir le vol des timbres et se retrouve seule avec ce qui reste des timbres.
Elle est fréquemment citée comme une des premières pièces québécoises à employer le joual (forme populaire du français québécois). 

## Résumé
Quinze femmes composent la distribution de la pièce, leur âge variant entre 20 et 93 ans. Germaine Lauzon est le personnage principal de la pièce, une femme de la classe ouvrière de Montréal qui gagne un million de timbres de commerce dans un concours. Elle est mariée à un homme alcoolique et a deux enfants. Germaine est une femme ambitieuse qui rêve d'une vie meilleure, mais elle est également jalouse et méfiante envers ses amies. Rose Ouimet est la sœur de Germaine, elle est une femme plus âgée, veuve et sans enfants. Rose est très religieuse et s'inquiète beaucoup pour l'âme de sa sœur, qui est obsédée par les biens matériels. Lisette de Courval est la voisine de Germaine, elle est une femme coquette qui aime les vêtements de marque et les hommes. Lisette est mariée à un homme plus âgé qu'elle, mais elle le trompe régulièrement. Thérèse Dubuc est une amie de Germaine, elle est mariée et a des enfants, mais elle est malheureuse dans sa vie conjugale. Thérèse rêve de devenir chanteuse, mais elle n'a pas l'opportunité de le faire.
Pierrette Guérin est la sœur de Germaine, elle est éduquée et a des idéaux sociaux, mais elle est souvent ignorée par les autres femmes en raison de son jeune âge. Angeline Sauvé est une amie de Germaine, elle est mariée et a plusieurs enfants, mais elle est également très malheureuse. Angeline est une femme simple qui ne rêve que de confort et de sécurité pour sa famille. Yvette Longpré est une amie de Germaine, elle est mariée et a des enfants, mais elle est également très malheureuse. Yvette est une femme plutôt cynique qui ne croit pas aux rêves et aux espoirs de Germaine. Marie-Ange Brouillette est une amie de Germaine, elle est mariée et a des enfants, mais elle est également malheureuse dans sa vie conjugale. Marie-Ange est une femme plutôt silencieuse qui ne dit pas grand-chose, mais qui observe tout ce qui se passe autour d'elle. Gabrielle Brouillette est la fille de Marie-Ange, et une adolescente qui ne parle pas beaucoup, mais qui est très observatrice. Elle est souvent ignorée par les autres femmes en raison de son jeune âge.
Chacun de ces personnages apporte une perspective différente sur la vie des femmes de la classe ouvrière de Montréal dans les années 1960, et la pièce explore leurs rêves, leurs désirs et leurs frustrations. L'acte I commence dans la cuisine de Germaine Lauzon, une femme de la classe ouvrière vivant dans un quartier pauvre de Montréal. Germaine a gagné un million de timbres-primes de l'entreprise locale Pepsodent et invite toutes les femmes du quartier à venir chez elle pour les coller à sa place. Les femmes arrivent petit à petit, dont sa belle-sœur Pierrette et sa meilleure amie, Mme Bolduc.
Les femmes commencent à coller les timbres et à discuter de leur vie. On apprend que Pierrette est jalouse de Germaine pour sa richesse soudaine et essaie de lui voler des timbres. Les autres femmes révèlent également leur jalousie et leur envie envers Germaine, mais sont trop occupées à se disputer entre elles pour agir. Au fur et à mesure de la soirée, les femmes commencent à révéler leurs préoccupations et leurs frustrations. On apprend que Germaine est malheureuse dans son mariage et que sa belle-mère la méprise. Les femmes se critiquent mutuellement, notamment pour leur apparence, leur accent ou leur éducation. La soirée se termine sur une note sombre, avec les femmes qui quittent la maison de Germaine en se disputant.
L'acte II commence avec les femmes qui continuent à coller les timbres et à discuter de leur vie. Cette fois-ci, leurs conversations tournent autour de leurs maris, de leurs enfants et de la manière dont ils les traitent. Les femmes révèlent leur colère et leur frustration face à l'injustice de la vie, ainsi que leur méfiance envers les hommes. Germaine annonce alors qu'elle a une surprise pour chacune d'entre elles et leur donne des enveloppes. Les femmes sont excitées à l'idée de recevoir une récompense pour leur travail, mais lorsqu'elles ouvrent les enveloppes, elles découvrent qu'elles contiennent des critiques cruelles et personnelles de chaque femme. Les femmes se mettent alors à se critiquer mutuellement, révélant leur jalousie et leur colère les unes envers les autres. Germaine commence à prendre conscience que l'argent ne peut pas tout acheter et qu'elle est toujours malheureuse malgré sa richesse.
L'acte III commence avec Germaine qui est seule dans sa cuisine, en train de réfléchir à la soirée précédente. Les femmes du quartier reviennent petit à petit pour récupérer leurs affaires et continuent à se disputer et à se critiquer. Germaine essaie de parler aux femmes et de trouver un terrain d'entente, mais elles continuent à se disputer et à se critiquer. Finalement, les femmes partent une par une, laissant Germaine seule et désemparée. Germaine commence à prendre conscience que la richesse ne peut pas résoudre tous ses problèmes et qu'elle a besoin d'un changement dans sa vie.

## Thèmes
La pièce dépeint la réalité de femmes de l'époque, marquées par la religion (elles s'agenouillent toutes devant la radio pour réciter le chapelet) et les activités quotidiennes (elles en font une complainte en énonçant leurs tâches ménagères hebdomadaires, pour conclure qu'elles mènent « une maudite vie plate »). Tour à tour, elles se placent à l'avant-scène tantôt pour dénoncer l'appétit sexuel d'un mari à qui elles ne peuvent dire non quand il vient « réclamer son dû » (Rose), tantôt pour livrer leur inquiétude face à l'avenir (Pierrette) ou encore pour révéler leur jalousie (Marie-Ange).
Cette pièce qui se déroule tout entière « dans l'espace étroit du commérage » montre que celui-ci fonctionne selon les règles du troc et met en évidence « les dégâts psychologiques que ces règles peuvent causer chez les membres, quand il s'agit de punir la singularité à la faveur du conformisme, quand le grooming mutuel sape l'élan de l'individu. »

## Histoire
Une version musicale est créée par le théâtre d'Aujourd'hui en 2010, avec René Richard Cyr au livret, Daniel Bélanger à la musique et l’appui de Michel Tremblay.
En 2018, la pièce est jouée à l'Abbey Theatre, à Dublin, sous le titre The Unmanageable Sisters.
Une production des Belles-Sœurs est jouée au festival de Stratford, à Stratford, en Ontario, au cours de sa saison 2023. Une adaptation cinématographique intitulée Nos belles-sœurs, réalisée par René Richard Cyr, sort au grand écran en 2024.

## Accueil
Lors de sa création, en 1968, la pièce a suscité une intense polémique opposant 

« les critiques qui y voyaient une langue appauvrie et un univers mesquin aux critiques qui faisaient l'éloge de la vivacité et de l'authenticité de la langue et du portrait des ménagères qui la parlaient. Pour la première sois, on assistait à une pièce montée dans le sociolecte des ouvriers et ouvrières québécois (le joual). »

Par la suite, cette pièce sera considérée comme « un moment charnière dans les arts de la scène au Québec, le moment où le théâtre québécois est entré de plain-pied dans la modernité. » Comme le note le spécialiste québécois Yves Jubinville, cette pièce incarne maintenant le « moment inaugural du « Nouveau théâtre québécois » ». 
En 1987, la revue française Lire fait figurer Les Belles-Sœurs, pièce-phare, dans sa liste des 49 pièces à inclure dans la bibliothèque idéale du théâtre des origines à nos jours. 

## Distributions

### Premières années (1968–1984)
Distribution à la création, le 28 août 1968 (théâtre du Rideau vert), pièce présentée jusqu'au 13 octobre 1968 (mise en scène d'André Brassard).
- Denise Proulx : Germaine Lauzon
- Odette Gagnon : Linda Lauzon, fille de Germaine
- Marthe Choquette : Marie-Ange Brouillette, voisine de Germaine
- Denise Filiatrault : Rose Ouimet, sœur de Germaine
- Denise de Jaguère : Des-Neiges Verrette
- Sylvie Heppel : Yvette Longpré
- Lucille Bélair : Gabrielle Jodoin
- Rita Lafontaine : Lise Paquette, amie de Linda
- Hélène Loiselle : Lisette de Courval
- Germaine Giroux : Thérèse Dubuc
- Nicole Leblanc : Olivine Dubuc
- Anne-Marie Ducharme : Angéline Sauvé
- Germaine Lemyre : Rhéauna Bibeau
- Josée Beauregard : Ginette Ménard
- Luce Guilbeault : Pierrette Guérin

#### Première reprise (1969)
Distribution à la première reprise, en août et septembre 1969 (théâtre du Rideau vert) (mise en scène d'André Brassard).
- Denise Proulx : Germaine Lauzon
- Odette Gagnon : Linda Lauzon, fille de Germaine
- Marthe Choquette : Marie-Ange Brouillette, voisine de Germaine
- Denise Filiatrault : Rose Ouimet, sœur de Germaine
- Denise de Jaguère : Des-Neiges Verrette
- Sylvie Heppel : Yvette Longpré
- Lucille Bélair : Gabrielle Jodoin
- Rita Lafontaine : Lise Paquette, amie de Linda
- Janine Sutto : Lisette de Courval
- Germaine Giroux : Thérèse Dubuc
- Carmen Tremblay : Olivine Dubuc
- Anne-Marie Ducharme : Angéline Sauvé
- Germaine Lemyre : Rhéauna Bibeau
- Josée Beauregard : Ginette Ménard
- Luce Guilbeault : Pierrette Guérin

#### Deuxième reprise (1971)
Distribution à la deuxième reprise, en mai et juin 1971 (théâtre du Rideau vert) (mise en scène d'André Brassard).
- Germaine Giroux : Germaine Lauzon
- Marie-Claire Nolin : Linda Lauzon, fille de Germaine
- Mirielle Lachance : Marie-Ange Brouillette, voisine de Germaine
- Monique Mercure : Rose Ouimet, sœur de Germaine
- Janine Sutto : Des-Neiges Verrette
- Amulette Garneau : Yvette Longpré
- Ève Gagnier : Gabrielle Jodoin
- Frédérique Collin : Lise Paquette, amie de Linda
- Denise Morelle : Lisette de Courval
- Sylvie Heppel : Thérèse Dubuc
- Huguette Gervais : Olivine Dubuc
- Denise de Jaguère : Angéline Sauvé
- Carmen Tremblay : Rhéauna Bibeau
- Danièle Lorain : Ginette Ménard
- Michelle Rossignol : Pierrette Guérin

#### Troisième reprise (1973)
Distribution à la troisième reprise en octobre et novembre 1973 (ancien théâtre Port-Royal de la Place des Arts), puis en novembre et décembre 1973 (Espace Cardin à Paris) (mise en scène d'André Brassard).
- Juliette Huot : Germaine Lauzon
- Christine Olivier : Linda Lauzon, fille de Germaine
- Odette Gagnon : Marie-Ange Brouillette, voisine de Germaine
- Monique Mercure : Rose Ouimet, sœur de Germaine
- Rita Lafontaine : Des-Neiges Verrette
- Sylvie Heppel : Yvette Longpré
- Ève Gagnier : Gabrielle Jodoin
- Frédérique Collin : Lise Paquette, amie de Linda
- Madeleine Langlois : Lisette de Courval
- Mirielle Lachance : Thérèse Dubuc
- Pauline Martin : Olivine Dubuc
- Denise Morelle : Angéline Sauvé
- Carmen Tremblay : Rhéauna Bibeau
- Danièle Lorain : Ginette Ménard
- Denise Filiatrault : Pierrette Guérin

#### Quatrième reprise (1974)
Distribution à la quatrième reprise, de juin à août 1974 (théâtre du Nouveau Monde) (mise en scène d'André Brassard.
- Denise Morelle : Germaine Lauzon
- Suzanne Garceau : Linda Lauzon, fille de Germaine
- Frédérique Collin : Marie-Ange Brouillette, voisine de Germaine
- Monique Mercure : Rose Ouimet, sœur de Germaine
- Rita Lafontaine : Des-Neiges Verrette
- Sylvie Heppel : Yvette Longpré
- Micheline Gérin : Gabrielle Jodoin
- Pauline Martin : Lise Paquette, amie de Linda
- Mirielle Lachance : Lisette de Courval
- Muriel Dutil : Thérèse Dubuc
- Lorraine Pintal : Olivine Dubuc
- Denise de Jaguère : Angéline Sauvé
- Carmen Tremblay : Rhéauna Bibeau
- Danièle Lorain : Ginette Ménard
- Patricia Nolin : Pierrette Guérin

#### Cinquième reprise (1984)
Distribution à la cinquième reprise, en février et mars 1984 (théâtre du CNA à Ottawa), puis de mars à mai 1984 (théâtre français du CNA et de la Nouvelle Compagnie théâtrale à Montréal) (mise en scène d'André Brassard).
- Nicole Leblanc : Germaine Lauzon
- Josée Beaulieu : Linda Lauzon, fille de Germaine
- Marie-Hélène Gagnon : Marie-Ange Brouillette, voisine de Germaine
- Louisette Dussault : Rose Ouimet, sœur de Germaine
- Mariette Théberge : Des-Neiges Verrette
- Francine Lespérance : Yvette Longpré
- Monique Rioux : Gabrielle Jodoin
- Anne-Marie Cadieux : Lise Paquette, amie de Linda
- Angèle Coutu : Lisette de Courval
- Chrystiane Drolet : Thérèse Dubuc
- Adèle Reinhardt : Olivine Dubuc
- Hedwige Herbiet : Angéline Sauvé
- Anne Caron : Rhéauna Bibeau
- Diane Dubeau : Ginette Ménard
- Marthe Turgeon : Pierrette Guérin

### Depuis 1991

#### Distribution de 1991
Distribution au Grand Théâtre de Québec et au théâtre du Trident, du 26 février au 23 mars 1991, à Québec (mise en scène de Serge Denoncourt).
- Denise Gagnon : Germaine Lauzon
- Simone Chartrand : Linda Lauzon, fille de Germaine
- Marie-Ginette Guay : Marie-Ange Brouillette, voisine de Germaine
- Odette Lampron : Rose Ouimet, sœur de Germaine
- Irène Roy : Des-Neiges Verrette
- Lise Castonguay : Yvette Longpré
- Denise Verville : Gabrielle Jodoin
- Céline Bonnier : Lise Paquette, amie de Linda
- Renée Hudon : Lisette de Courval
- Johanne Bolduc : Thérèse Dubuc
- Chantale Giroux : Olivine Dubuc
- Benjamine Roy : Angéline Sauvé
- Ghislaine Vincent : Rhéauna Bibeau
- Manon : Ginette Ménard
- Marie-Thérèse Fortin : Pierrette Guérin

#### Théâtre Jean-Duceppe (1993)
Distribution au théâtre Jean-Duceppe, à Montréal, du 17 février au 27 mars 1993 (mise en scène de Denise Filiatrault).
- Francine Ruel : Germaine Lauzon
- Sonia Vachon : Linda Lauzon, fille de Germaine
- Adèle Reinhardt : Marie-Ange Brouillette, voisine de Germaine
- Pauline Martin : Rose Ouimet, sœur de Germaine
- Nicole Leblanc : Des-Neiges Verrette
- Danièle Lorain : Yvette Longpré
- Jasmine Dubé : Gabrielle Jodoin
- Sylvie Dubé : Lise Paquette, amie de Linda
- Denyse Chartier : Lisette de Courval
- Pierrette Robitaille : Thérèse Dubuc
- Danielle Lecourtois : Olivine Dubuc
- Béatrice Picard : Angéline Sauvé
- Monique Joly : Rhéauna Bibeau
- Renée Cossette : Ginette Ménard
- Sophie Lorain : Pierrette Guérin

#### Théâtre d'été (2003)
Distribution au théâtre d'été de la saison 2003, de juin à septembre (bateau théâtre L'Escale de Saint-Marc-sur-Richelieu) (mise en scène de Serge Denoncourt).
- Louison Danis : Germaine Lauzon
- Sophie Cadieux : Linda Lauzon, fille de Germaine
- Isabelle Drainville : Marie-Ange Brouillette, voisine de Germaine
- Danielle Proulx : Rose Ouimet, sœur de Germaine
- Danielle Lépine : Des-Neiges Verrette
- Marjorie Smith : Yvette Longpré
- Josée Beaulieu : Gabrielle Jodoin
- Audrey Lacasse : Lise Paquette, amie de Linda
- Chantal Baril : Lisette de Courval
- Adèle Reinhardt : Thérèse Dubuc
- Anne Bryan : Olivine Dubuc
- Danièle Lorain : Angéline Sauvé
- Denise Dubois : Rhéauna Bibeau
- Catherine Richer : Ginette Ménard
- Manon Lussier : Pierrette Guérin

#### Version musicale (2010)
Distribution de la version musicale de 2010, de mars à mai (centre du Théâtre d'Aujourd'hui) (mise en scène de René Richard Cyr).
- Marie-Thérèse Fortin : Germaine Lauzon
- Marie-Evelyne Baribeau : Linda Lauzon, fille de Germaine
- Suzanne Lemoine : Marie-Ange Brouillette, voisine de Germaine
- Guylaine Tremblay, puis Sonia Vachon : Rose Ouimet, sœur de Germaine
- Kathleen Fortin : Des-Neiges Verrette
- Michelle Labonté : Yvette Longpré
- Monique Richard : Gabrielle Jodoin
- Édith Arvisais : Lise Paquette, amie de Linda
- Hélène Major : Lisette de Courval
- Dominique Quesnel : Thérèse Dubuc
- Janine Sutto : Olivine Dubuc
- Sylvie Ferlatte : Angéline Sauvé
- Christiane Proulx : Rhéauna Bibeau
- Maude Laperrière : Ginette Ménard
- Maude Guérin : Pierrette Guérin

### Adaptations au cinéma

#### Distribution du film de 1974
Les quelques Belles-sœurs se retrouvant dans le film Il était une fois dans l'Est réalisé par André Brassard en 1974 :
- Manda Parent : Germaine Lauzon ;
- Michelle Rossignol : Pierrette Guérin ;
- Mireille Rochon : Linda Lauzon, fille de Germaine ;
- Monique Mercure : Rose Ouimet, sœur de Germaine ;
- Frédérique Collin : Lise Paquette, amie de Linda ;
- Sylvie Heppel : Thérèse Dubuc ;
- Pauline Lussier : Olivine Dubuc ;
- Mirielle Lachance : rôle non spécifié ;
- Anne-Marie Ducharme : rôle non spécifié ;
- Denise Morelle : rôle non spécifié ;
- Ève Gagnier : rôle non spécifié ;
- Thérèse Morange : rôle non spécifié.

#### Nos belles-sœurs, adaptation de 2024
Adaptation réalisée par René Richard Cyr.
- Geneviève Schmidt : Germaine Lauzon
- Jeanne Bellefeuille : Linda Lauzon, fille de Germaine
- Anne-Élisabeth Bossé : Rose Ouimet, sœur de Germaine
- Debbie Lynch-White : Des-Neiges Verrette
- Michelle Labonté : Yvette Longpré
- Monique Richard : Gabrielle Jodoin
- Valérie Blais : Lisette de Courval
- Guylaine Tremblay : Thérèse Dubuc
- Véronique Le Flaguais: Olivine Dubuc
- Diane Lavallée : Angéline Sauvé
- Pierrette Robitaille : Rhéauna Bibeau
- Véronic DiCaire : Pierrette Guérin

## Traductions
La pièce a été traduite en plusieurs langues. Elle a été traduite en allemand par Hanspeter Plocher sous le titre de Schwesterherzchen (Tuebingen, Niemeyer, 1987) et joue au Romanistentheater der Universitæt Augsburg, en 1987. Elle a aussi été traduit en anglais par Bill Glassco et John Van Burek sous le titre de Les Belles-Sœurs (English version) (Talonbooks, Vancouver, 1974 ; traduction révisée, 1992) et jouée au St. Lawrence Centre (Toronto), le 3 avril 1973. Puis elle a été traduite en anglais écossais par Martin Bowman et Bill Findlay sous le titre de The Guid Sisters (in The Guid Sisters and Other Plays, Nick Hern Books, Londres, 1991), et jouée au Tron Theatre de Glasgow le 2 mai 1989.
Elle a été traduite en yiddish par Pierre Anctil et Goldie Morgentaler (en) sous le titre de Di Shvegerius et été jouée au Centre Saydie Bronfman, de Montréal, le juin 1992. Elle a été traduite en polonais par Józef Kwaterko sous le titre de Siostrzyczki (revue Dialog no 8, 1990) et diffusée à la Télévision de Cracovie, en octobre 1993. Elle a été traduite en italien par Jean-René Lemoine et Francesca Moccagatta sous le titre de Le Cognate (Il teatro del Québec, Éditions Ubulibri, Milan, 1994) et jouée au Teatro di Rifredi de Florence le 15 février 1994. En outre, la pièce a été traduite en près de 30 autres langues.
La pièce faisant écho chez tous les peuples, Les Belles-sœurs est maintenant connue et jouée internationalement . 
Représentative de la vie des « petites gens » de n'importe quelle grande métropole, la pièce a été jouée en yiddish à Montréal, à Tel Aviv et à Brooklyn.